# Apollo Creed
Apollo Creed est un personnage fictif de la série de films Rocky, créé par Sylvester Stallone ; ce personnage est interprété par Carl Weathers.

## Biographie fictive
Surnommé « le Danseur massacreur », « le Comte de Monte K.O. », « l'Astre du désastre » et « le Contre-ut de l'uppercut », Creed est un exceptionnel et célèbre boxeur aux États-Unis qui a combattu les plus grands. En 1976, Creed doit affronter un boxeur appelé Greene pour le Bicentenaire, mais Greene doit renoncer à cause d'une fracture à la main gauche. Refusant d'annuler le combat, Creed décide de trouver un adversaire remplaçant et donne sa chance à un boxeur moyen totalement inconnu, Rocky Balboa. Supposant que Rocky est un boxeur médiocre, Creed ne prend pas la peine de s'entraîner avec sérieux alors que Rocky suit un entraînement draconien. Le jour du combat, Creed est surpris de voir que Rocky est pratiquement à son niveau et frôle la défaite. Malgré l'avis du public, les juges déclarent Apollo vainqueur pour avoir marqué plus de points pendant le match. Cependant, le public estime que Rocky devait être le vainqueur car à la fin du match, Apollo était épuisé et tenait à peine debout alors que Rocky semblait tenir : pour eux, Apollo a été sauvé par le gong.
Un an plus tard, dans Rocky 2 : La Revanche, agacé d'entendre que Rocky est le vrai vainqueur, Apollo obtient une revanche. Un autre match a lieu où cette fois, Rocky bat Apollo. Vaincu, ce dernier se retire de la boxe.
Trois ans plus tard (dans Rocky 3), Rocky est défait par Clubber Lang, personnage violent et provocateur. Estimant que Lang ne mérite pas le titre de champion du monde, Apollo décide d'entraîner Rocky et lui apprend une technique de boxe plus agile. Les deux anciens rivaux deviennent de proches amis et Rocky reconquiert son titre.
Dans Rocky 4, Apollo organise un combat pour affronter le champion soviétique Ivan Drago. Ce match, qui devait être une simple démonstration, se termine en tragédie. Apollo est tué sur le ring à 43 ans. Rocky le venge en défiant Drago en Russie devant ses compatriotes.
Apollo a un fils et une fille avec sa femme, Mary Anne Creed, ainsi qu'un fils hors mariage né après sa mort, Adonis Johnson. Ce dernier prendra ensuite le nom de « Creed ».

### Style de boxe
Dans la saga Rocky, Apollo est connu comme l'un des meilleurs combattants du monde, possédant un style qui combine force et grande vitesse. Avec un jab puissant, son style met l'accent sur l'agilité et l'aisance de déplacement. En termes de faiblesses, son seul inconvénient majeur semble être son profond sentiment de fierté et sa grande confiance en lui, qui permet à Rocky d'avoir l'avantage sur le ring, à la grande surprise d'Apollo.

### Combats
La liste ci-dessous ne contient que les combats aperçus dans la saga des films Rocky :
| Date             | Adversaire   | Résultat | Type               | Round | Lieu                       | Commentaire              |
| ---------------- | ------------ | -------- | ------------------ | ----- | -------------------------- | ------------------------ |
| 1er janvier 1976 | Rocky Balboa | Victoire | Décision des juges | 15    | Philadelphie, Pennsylvanie | Défense du titre mondial |
| 27 novembre 1976 | Rocky Balboa | Défaite  | KO                 | 15    | Philadelphie, Pennsylvanie | Perte du titre mondial   |
| 1982             | Rocky Balboa | Victoire |                    | ?     | Philadelphie, Pennsylvanie | Combat à huis clos       |
| 31 août 1985     | Ivan Drago   | Défaite  | KO                 | 2     | Las Vegas, Nevada          | Décès d'Apollo Creed     |